# Jim Dressel
Captain James K. Dressel (14 tháng 10 năm 1943 – 24 tháng 3 năm 1992) là một phi công của Không quân, và là một chính khách Michigan vào những năm 1970 và đầu những năm 1980. Mặc dù ông là một đảng Cộng hòa bảo thủ, năm 1983, ông đã đồng tài trợ cho dự luật đầu tiên của nhà nước để bảo vệ người đồng tính nam và đồng tính nữ khỏi sự phân biệt đối xử trong việc làm và nhà ở. Ông đã được mô tả trong cuốn sách Tiến hành Unbecoming của Randy Shilts trong chương "Những anh hùng".

## Tiểu sử
Dressel được sinh ra ở Holland, Michigan, có cha mẹ là người Đức và Hà Lan, và lớn lên trong Giáo hội Giám lý Liên hiệp. Ông tốt nghiệp trường Hope College năm 1967, sau đó nhập ngũ vào lực lượng không quân. Bắt đầu từ năm 1970, ông phục vụ một chuyến công tác trong Chiến tranh Việt Nam, lái máy bay chiến đấu và ném bom tiếp tế từ một căn cứ ở Thái Lan, nhận Distinguished Flying Cross và các vật trang trí khác.
Sau khi thực hiện nghĩa vụ quân sự, ông trở thành thành viên của Lực lượng Vệ binh Quốc gia và bắt đầu sự nghiệp chính trị với tư cách là đảng Cộng hòa. Ông được bầu vào Ủy ban Quận Ottawa, và làm thủ quỹ của quận trước khi được bầu vào Hạ viện Michigan năm 1978, phục vụ Quận 95. Mặc dù ông là một đảng Cộng hòa Goldwater bảo thủ, ông đã hợp tác với các nhà lập pháp Dân chủ trong các chương trình hỗ trợ thành phố Detroit và các vấn đề thực tế khác mà nhà nước phải đối mặt.
Ông đã gây bất ngờ cho các thành phần của mình vào tháng 10 năm 1983 bằng cách đồng tài trợ cho House Bill 5000, một sửa đổi của Đạo luật Dân quyền Elliott-Larsen để cấm phân biệt đối xử dựa trên "khuynh hướng tình dục" trong việc làm và nhà ở. Một cử nhân 40 tuổi, sau đó ông được suy đoán là đồng tính, nhưng từ chối tại thời điểm đó để xác nhận hoặc từ chối nó, với lý do nguyên tắc ông đang cố gắng chứng minh: rằng nó không quan trọng. Ông đã bị đánh bại trong bầu cử sơ bộ của đảng Cộng hòa trong cuộc bầu cử lại vào năm 1984, bởi một ứng cử viên mà ông đã dễ dàng bỏ phiếu trong cuộc bầu cử sơ bộ trước đó.
Sau đó, ông có phần cởi mở hơn về vấn đề đồng tính luyến ái của mình, và trở nên tích cực trong việc ủng hộ bảo vệ quyền công dân cho người đồng tính nam và đồng tính nữ, bao gồm cả một người lãnh đạo Tổ chức Nhân quyền Michigan. Ông qua đời vì bệnh viêm phổi liên quan đến AIDS năm 1992, ở tuổi 48.  Cơ quan lập pháp Michigan đã thông qua một nghị quyết vinh danh ông khi ông qua đời.